# Derancistrodes vittatus
Derancistrodes vittatus är en skalbaggsart som först beskrevs av Olivier 1795.  Derancistrodes vittatus ingår i släktet Derancistrodes och familjen långhorningar.
Artens utbredningsområde är Haiti. Inga underarter finns listade i Catalogue of Life.